# Сонячний пірнальник
Сонячний пірнальник — науково-фантастичний роман американського письменника Девіда Бріна 1980 року. Це перша книга його першої Сага про піднесення, за якою слідують Зоряний приплив у 1983 році та Війна за піднесення у 1987 році.

## Короткий зміст сюжету
Роман починається з того, що головний герой, Джейкоб Демва, працює в центрі підйому на Землі, коли він оговтується після трагедії на космічному ліфті, де він врятував космічний ліфт від знищення, але втратив свою любов у процесі. Інопланетний друг Демви, Фейгін (кантен), зв'язується з Демвою і пропонує йому роботу. Спочатку не бажаючи повертатися до свого попереднього життя наукового дослідника, Демва погоджується відвідати таємну зустріч. Він дізнається, що в хромосфері Сонця з'являються «привиди». Привиди безпрецедентні в галактичній бібліотеці.
Демва погоджується приїхати та дослідити походження та призначення сонячних привидів і вирушає на Меркурій, де базується проект сонячного дайвера. Разом з ним на Меркурії є Гелен де Сільва, привабливий командир станції, з якою Джейкоб розвиває стосунки протягом книги; Фейгін; Піла Буббакуб, представник бібліотеки; його помічник Кулла (a Pring); д-р Двейн Кеплер (керівник експедиції Сонцедайвер); Доктор Мілдред Мартін (психіатр); і енергійний журналіст Пітер Ларок.
Демва йде до сонця і спостерігає за привидами сонця. Очевидно, існує три форми: «тороїди», які схожі на велику рогату худобу та живуть за рахунок магнітних полів хромосфери, відносно текуча, очевидно розумна різновид, і загрозлива, дивно антропоморфна фігура, яка уникає борту сонячного корабля. де розташовані інструменти. Коли вченого-неошимпанзе, доктора Джефрі, вбивають під час індивідуальної місії до Сонця, це, здається, підтверджує ворожі наміри сонячних привидів. Здається, розслідування причетне до репортера Ларока. Потім Ларока перевіряють, щоб визначити, чи здатний він на вбивство. Результати тесту вказують на те, що Ларок має схильність до насильства, і він ув'язнений.
Здійснюється третя подорож до Сонця в надії, що Піла Буббакуб зможе зв'язатися з привидами Сонця. Він не може цього зробити, але стверджує, що досяг успіху, кажучи, що сонячні привиди образилися та використовували пси-сигнал, щоб контролювати дії Ларока. Він використовує порошок, який блокує корабельні датчики, щоб удавати, що він розвіяв сонячних привидів, оскільки його збентежило відсутність даних про привидів у Бібліотеці. Повернувшись на Меркурій, Джейкоб відкриває свій трюк і розкриває його, що призвело до ганьби Буббакуба та збентеження для Піли.
Персонажі відправляються в ще одну місію на Сонце, цього разу з лазером, щоб спілкуватися з сонячними привидами. Вони встановлюють короткий контакт з одним із привидів, але з'являється антропоморфний привид, який застерігає їх від подальшого дослідження Сонця. Поки вони йдуть, вони виявляють, що одна з дієтичних добавок Кулли — це барвник, який використовується в регульованих лазерах. Поєднуючи це з попередньою розмовою про зір Калли, Демва робить висновок, що Калла може проектувати лазерне світло з його очей: він імітував антропоморфних привидів. Коли Кулла розуміє, що його виявили, він відступає до приладової сторони корабля і починає відключати обладнання, яке рухає сонячний корабель, щоб він впав у фотосферу, забравши з собою всі докази свого обману. Сонце-привиди використовують тороїди, щоб зупинити падіння корабля, але зрештою вони відмовляються, і корабель падає. Поки Демва та один із членів екіпажу намагаються вивести Каллу з ладу, Гелен виявляє, що була саботована лише галактична технологія, і використовує лазер-холодильник як двигун, щоб відсунути корабель від сонця. Куллу вбивають, і корабель зрештою втікає від сонця, хоча всі, крім Фейгіна, тимчасово «вмирають» від переохолодження та обмороження від лазера холодильника. Записи корабля відновлено, показуючи, що Калла використовував свій лазерний приціл, щоб дискредитувати Буббакуба, як частину кампанії, щоб звільнити його вид від статусу клієнта, а потім, щоб саботувати корабель, коли його виявили, щоб не дати Пілі дізнатися про це.
Незважаючи на те, що дія відбувається в тому ж всесвіті, що й решта інших книг «Підйому», вона розгортається значно раніше, ніж інші книги, і в ній немає жодного з тих же персонажів, окрім Джейкоба Демви, якого згадують як наставника Тома Орлі та Джилліан Баскін, і Гелен Альварес (уроджена де Сільва), яка згадується в Startide Rising як колишній капітан Кредейкі на борту Джеймса Кука і яка з'являється у Війні Підйому, щоб підписати угоду з Тенаніном.

## Безперервність
Техніка, яка використовується, щоб уникнути сонця живими, коли технологія Галактики була саботована, використовуючи холодильний лазер для скидання сонячного тепла з корабля, знову використовується в Сазі про піднесення.

## Рецепція
Грег Костікян написав рецензію на Sundiver у журналі Ares Magazine № 3 і прокоментував, що «Сонячний драйвери спонукає до роздумів, насичений сюжетом і читабельний. Хоча людські персонажі Бріна досить двовимірні, а історія залежить не стільки від їх взаємодії та розвитку, скільки від місця дії та науки, він дещо більш компетентний у цій сфері, ніж [автор Джеймс П. Хоган на Три рази]. Загалом, це чудова перша спроба».
Дейв Ленгфорд написав рецензію на Sundiver для White Dwarf #68 і заявив, що «дивні дії деяких персонажів виконуються виключно для того, щоб допомогти Бріну в сюжеті: але це перший роман. Його другий виграв Hugo»

### Нагороди та номінації
Сандайвер був номінантом на премію Локус 1981 року в категорії «Перший роман».

## Історія видання
- 1980, США, Bantam Book ISBN 978-0-553-13312-7, Дата публікації 1980, М'яка обкладинка
- 1985, США, Spectra ISBN 978-0-553-26982-6, дата публікації 1 січня 1985 р., м'яка обкладинка
- 2001, США, Recorded Books ISBN 978-0-7887-5330-5, Дата видання 2001, Касета

## Переклади
- Китайська:太阳潜入者, 2011
- БолгарськаГ: Потапяне в Слънцето, 2001
- Французька: Jusqu'au coeur du soleil («До серця сонця»), 1980
- Німецька: Sonnentaucher («Сонячний дайвер»), 2001
- Італійська: Spedizione Sundiver («Експедиція під дайвером»), 1980
- Польська: Słoneczny nurek («Сонячний дайвер»), 1995
- Румунська: Exploratorii soarelui («Дослідники Сонця»), 2013
- Російська: Прыжок в Солнце («Стрибок у сонце»), 1995, 2002
- Іспанська: Navegante solar («Сонячний навігатор»), 1993, 1994